# Will Eisner

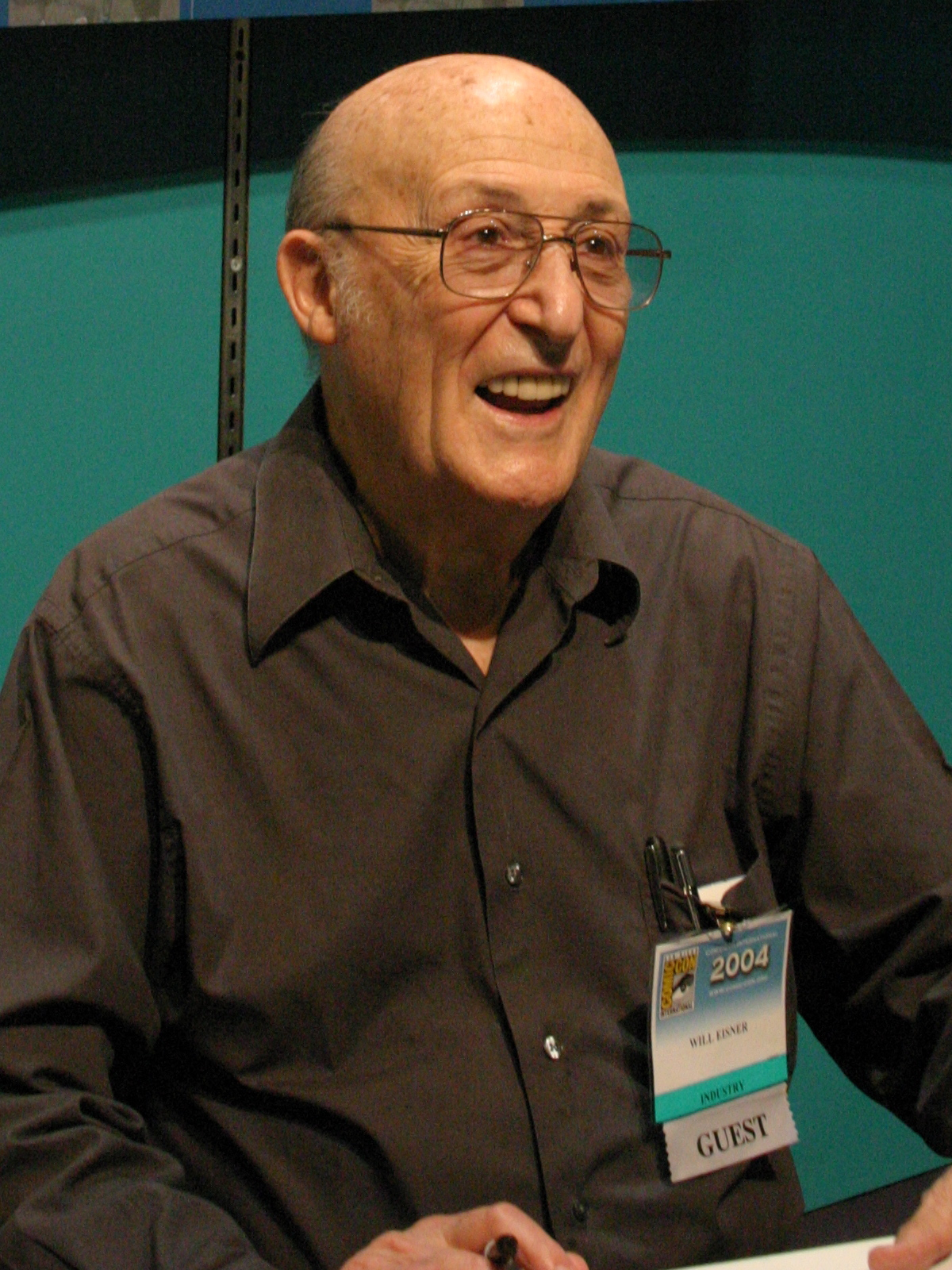
Will Eisner (2004)

Will Eisner (ur. 6 marca 1917 w Nowym Jorku, zm. 3 stycznia 2005 w Lauderdale Lakes, Floryda) – amerykański rysownik pochodzenia żydowskiego, uznawany za jednego z najwybitniejszych twórców komiksów.

## Życiorys
W 1940 stworzył znany komiks The Spirit. Jego bohaterem uczynił detektywa, uznawanego za nieżyjącego, który ukrywa się na cmentarzu i nocami, zamaskowany, zwalcza przestępczość. Eisner publikował kolejne części komiksu do 1952. Pracował jednocześnie jako ilustrator podręczników wojskowych dla armii amerykańskiej.
W 1978 wydał książkę A Contract With God and Other Tenement Stories (Umowa z Bogiem i inne opowieści z czynszówki, w Polsce wydana wraz z dwoma późniejszymi powieściami graficznymi Eisnera w tomie Umowa z Bogiem: Trylogia, wyd. Egmont 2007, przekład: Jacek Drewnowski). Książka ta, częściowo oparta na wątkach autobiograficznych z dzieciństwa, uznawana jest za pierwszą przedstawicielkę nowego gatunku – tzw. powieści graficznej. W kolejnych latach Eisner stworzył jeszcze kilka utworów przypisywanych do tego gatunku, część z nich ukazała się w Polsce w publikacji Nowy Jork. Życie w Wielkim Mieście, inne to: Dropsie Avenue, To The Heart of the Storm. Ponadto zajmował się ilustrowaniem znanych powieści, m.in. Moby Dicka.
Uczył rysunku ilustracyjnego w nowojorskiej School of Visual Arts, publikował także książki o grafice.
W 1988 imię Eisnera nadano prestiżowej nagrodzie świata komiksu (Nagroda Eisnera). Nagrody noszą popularną nazwę Eisnerów i wręczane są na Comic-Conie w San Diego.
Sam Eisner był laureatem wielu wyróżnień, m.in.: Grand Prix w Angoulême.